# В очікуванні варварів (фільм)
«В очікуванні варварів» (англ. Waiting for the Barbarians) — італо-американський драматичний фільм знятий Сіро Герра в його режисерському дебюті англійською мовою. Фільм заснований на однойменному романі Джона Кутзее.
Прем'єра фільму відбулася 6 вересня 2019 року.

## Сюжет
Літературною основою сценарію став однойменний роман південноафриканського письменника Джона Кутзее, написаний у 1980 році. Дія відбувається в маленькому місті на околиці безіменної Імперії, на яке, за чутками, мають напасти корінні народи, що живуть на кордоні.

## В ролях
- Марк Райленс — Магістрат
- Джонні Депп — полковник Джолл
- Роберт Паттінсон — Мендель
- Гана Баярсайхан — дівчина
- Грета Скаккі — Маі
- Давид Денсік — помічник Магістрата
- Сем Рід — лейтенант
- Гаррі Меллінг — солдат
- Білл Мілнер — солдат

## Виробництво
Про початок роботи над фільмом стало відомо в жовтні 2018 року. Проектом зайнялася компанія Infinitum Nihil. Продюсером став Андреа Іерволіно, який раніше продюсував фільми «До кісток» і «Венеціайський купець», головні ролі дісталися Джонні Деппу, Марку Райленсу і Роберту Паттінсону. Режисером фільму став Сіро Герра. Зйомки почалися в кінці жовтня 2018 року в Марокко. Прем'єра відбулася на Венеціанському кінофестивалі 6 вересня 2019 року, а світова прем'єра відбулася 7 серпня 2020 року.